# Geografia Cehiei

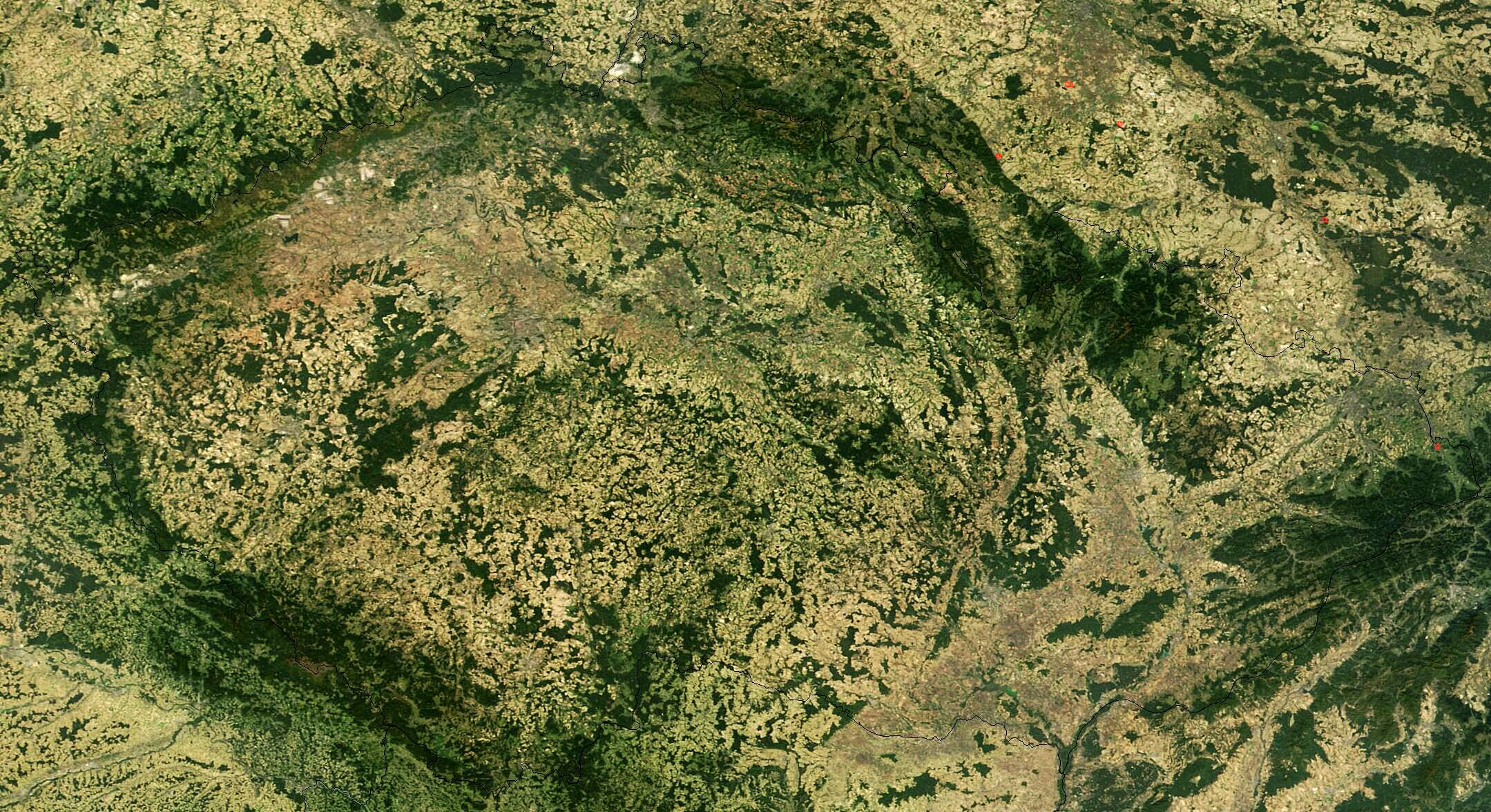
Imagine din satelit

## Relief
Cehia are un relief predominant de podiș, dezvoltat pe o veche structură hercinică, denumită Masivul Boemiei. Peisajul ceh variază; partea sa occidentală, Boemia, constă dintr-un bazin, străbătut de Elba și Vltava (Moldau în germană), înconjurat în special de munți mici, precum Sudeții (incluzând Krkonoše, unde se află și punctul cel mai înalt al țării, Sněžka de 1.602 m). Moravia, în est, este de asemenea o regiune relativ muntoasă, străbătută de Morava. Aici se află și izvorul Odrei (Oder în germană). Apele Cehiei curg spre trei mări diferite: Marea Nordului, Marea Baltică și Marea Neagră.

## Climă
Climatul local este temperat, cu veri calde și ierni reci, un exemplu de combinație între influențele continentale și cele oceanice.

## Hidrografie
Cehia se caracterizează printr-o bogată rețea de cursuri de apă, care se îndreaptă spre trei mări: Marea Nordului (fluviul Labe sau Elba, cu afluentul său Vltava), Marea Neagră (Morava și alți afluenți ai Dunării) și Marea Baltică (Odra sau Oder). De pe teritoriul ei izvorăsc două importante fluvii ale Europei Centrale: Odra și Elba.

## Vegetație
Formația vegetală caracteristică este pădurea de foioase, care acoperă o treime din suprafața țării, la care se adaugă pășunile.

## Resurse naturale
Resursele naturele sunt variate, dar, în general, fără rezerve și producții importante, cu excepția cărbunilor și a sării. Cehia are, în schimb, însemnate resurse forestiere și un bogat potențial hidroenergetic.